# 朴志镐
朴志镐（1970年7月4日—）是一名已经退役的韩国足球运动员，现在为青少年足球教练。

## 职业生涯
朴志镐出道于大邱大学。1993年加盟K联赛球队LG猎豹，1995年转会加盟浦项制铁，在1996/97赛季亚洲俱乐部锦标赛决赛中，朴志镐在加时赛117分钟打进点球，帮助浦项制铁2比1击败城南一和，获得亚洲俱乐部锦标赛冠军。
1998年，朴志镐加盟中国甲A球队广州太阳神，表现十分抢眼，出场20次打进5球，但仍然无法挽救广州太阳神降级的命运。
1999年朴志镐回到韩国加盟城南一和，但只获得5次联赛出场机会。赛季结束后朴志镐宣布退役。